# Buskea nitida
Buskea nitida är en mossdjursart som beskrevs av Heller 1867. Buskea nitida ingår i släktet Buskea och familjen Celleporidae. Inga underarter finns listade i Catalogue of Life.